# (3694) Sharon
(3694) Sharon – planetoida zewnętrznej części pasa głównego asteroid okrążająca Słońce w ciągu 7 lat i 287 dni w średniej odległości 3,93 au Została odkryta 27 września 1984 roku w Obserwatorium Palomar przez Arie Grossmana. Nazwa planetoidy pochodzi od Sharon Rachel Vinick, która była źródłem radości i inspiracji dla odkrywcy. Przed jej nadaniem planetoida nosiła oznaczenie tymczasowe (3694) 1984 SH5.